# Автошлях Т 1711
Автошля́х Т 1711 — автомобільний шлях територіального значення у Полтавській області. Проходить територією Кременчуцького району через Соснівку — Кременчук — Горішні Плавні. Загальна довжина — 15,8 км.

## Маршрут
Автошлях проходить через такі населені пункти:
| Автошлях Т 1711     |         |
| Полтавська область  |         |
| Кременчуцький район |         |
| Соснівка            | E584М22 |
| Кременчук           |         |
| Мала Кохнівка       |         |
| Горішні Плавні      | Т 1736  |